# Basilica di Saint-Sernin
La basilica di San Saturnino (basilique Saint-Sernin in lingua francese) è una delle principali chiese di Tolosa, in Francia. 
L'edificio sacro, costruito sulla tomba di san Saturnino martire e primo vescovo della città, è considerato uno dei massimi esempi dell'architettura romanica nel sud della Francia. 
Dal 1840 è monumento storico di Francia ed è inoltre iscritta dal 1998 nel patrimonio dell'umanità dell'UNESCO in quanto tappa del Cammino per Santiago di Compostela in Francia.

## Storia

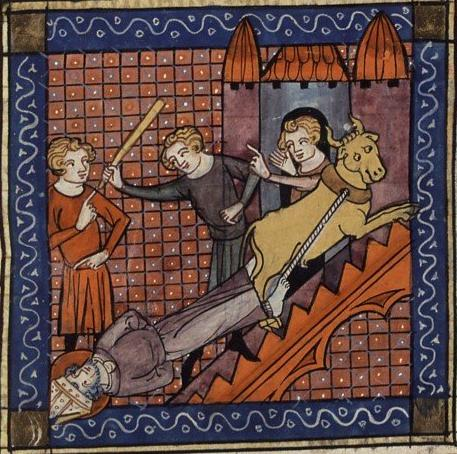
Martirio di san Saturnino (XIV secolo)

Una prima chiesa dedicata a san Saturnino venne edificata intorno alla fine del IV secolo per volere del vescovo Silve. In questo luogo, agli inizi del V secolo, furono traslate le reliquie del santo e poste in un sarcofago marmoreo dal vescovo Exupère. Precedentemente le reliquie si trovavano poco lontano, in un piccolo oratorio costruito sopra il luogo di sepoltura del santo, identificato dalla tradizione dove ora sorge la chiesa di Notre-Dame du Taur.
Intorno alla chiesa, elevata al titolo di collegiata in quanto dotata di un collegio di canonici, sorse un'abbazia retta da monaci agostiniani che vi rimasero fino al XV secolo.

Quando Saint-Sernin divenne una delle principali tappe sulla via dei pellegrini che si recavano a Santiago di Compostela, si rese necessaria la costruzione di una chiesa più grande. Tra il 1070 e il 1080 si iniziarono i lavori di edificazione della chiesa attuale. L'area absidale e il transetto risultarono quasi completati entro il 1096, tanto che il 24 maggio dello stesso anno il papa Urbano II procedette alla consacrazione dell'altare maggiore. Entro il 1180 si completò il transetto e in parte la navata. Alcune modifiche vennero apportate tra il XIV e il XVI secolo.

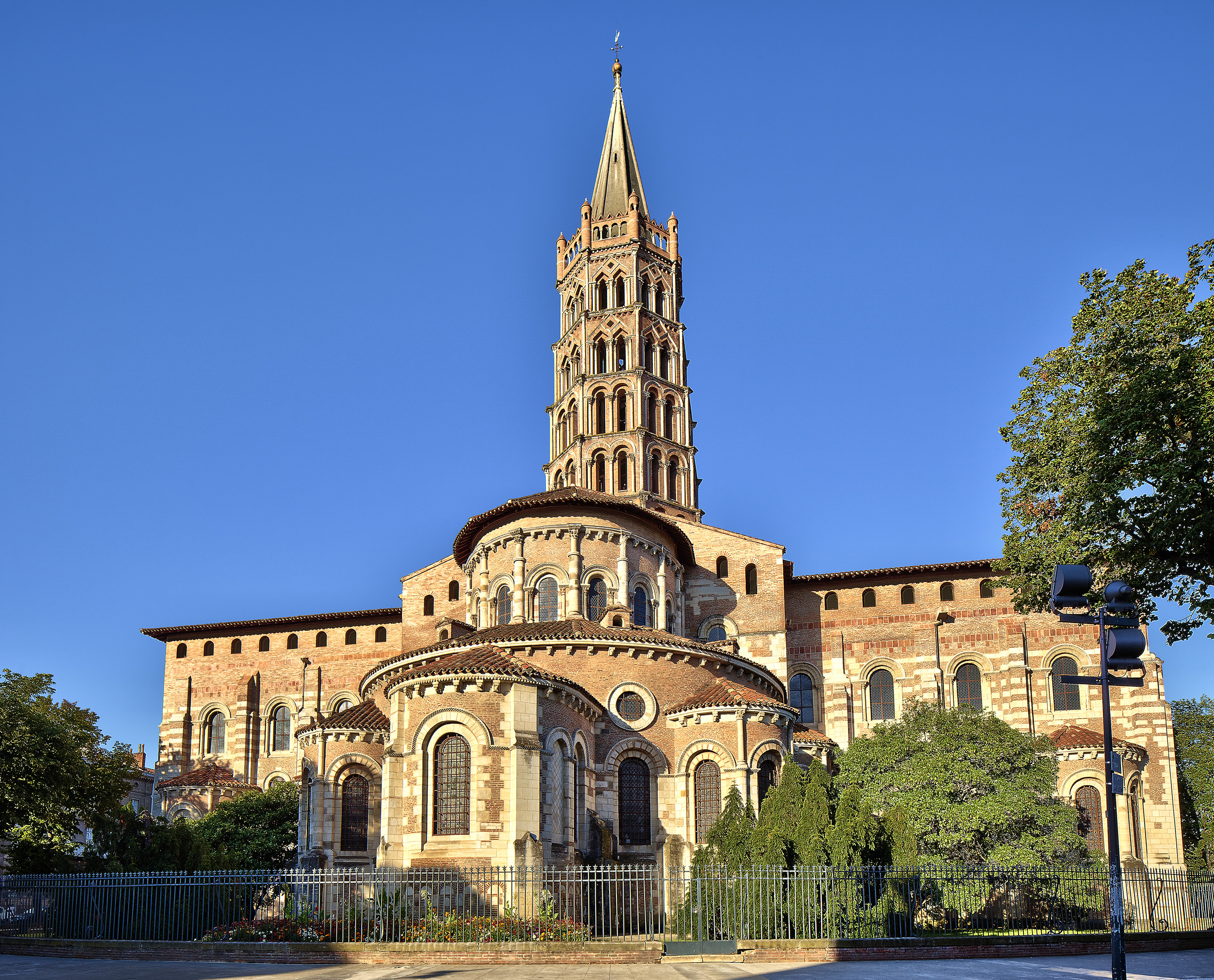
Torre e abside della basilica

Durante la rivoluzione francese il capitolo di Saint-Sernin venne soppresso ma la chiesa non fu danneggiata o saccheggiata, al contrario degli edifici dell'annessa abbazia che furono demoliti. In seguito l'edificio fu soggetto ai restauri di Viollet-le-Duc nel 1859. Nel 1878 la chiesa fu elevata al titolo di basilica minore. Gli adiacenti edifici monastici furono invece rasi al suolo nel corso del XIX secolo.

## Descrizione
La basilica di San Saturnino si presenta come un compendio di tutte le espressioni dell'arte romanica, grazie alle imponenti strutture architettoniche, all'apparato scultoreo (opera del maestro Bernardo Gilduino) e a quello che resta degli affreschi all'interno del tempio.

### Pianta della basilica
La chiesa ha pianta a croce latina, è preceduta da un nartece all'estremità ovest ed è dotata di ampio transetto e di abside semicircolare orientata. Per la sua edificazione vennero utilizzati mattoni di cotto e pietra calcarea chiara, che conferiscono all'edificio la particolare bicromia che lo caratterizza.

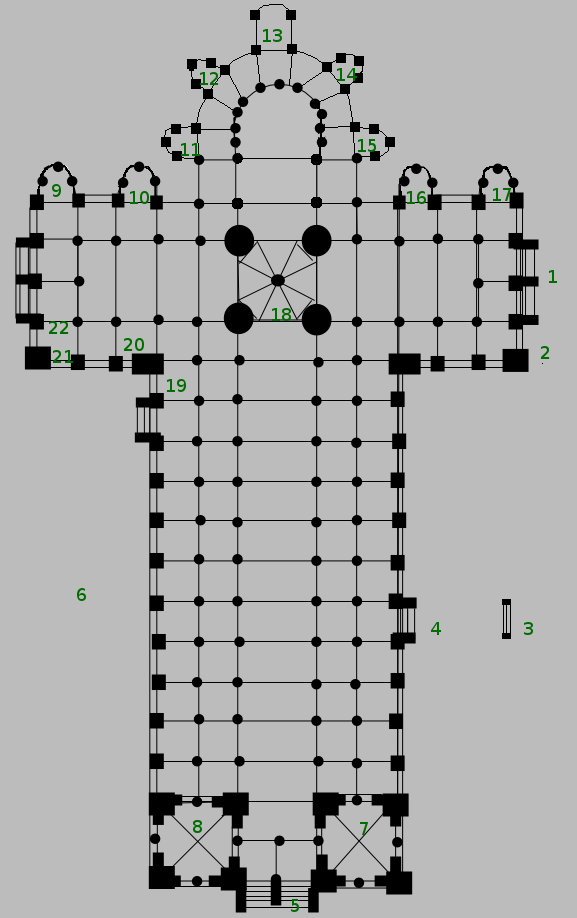
Pianta

- 1- Portale dei Conti (transetto sud)
- 2- Sarcofaghi dei conti di Tolosa
- 3- Antico portale dell'abazia
- 4- Portale Miégeville
- 5- Portale occidentale
- 6- Area dell'antico chiostro
- 7- Cappella di San Pietro
- 8- Sacrestia
- 9- Cappella del Crocifisso
- 10- Cappella delle Anime del purgatorio
- 11- Cappella dell'Immacolata Concezione
- 12- Cappella di San Giuda Taddeo
- 13- Cappella dello Spirito Santo
- 14- Cappella di Saint-Martial, Saint-Cyr et Sainte-Julitte
- 15- Cappella di Saint-Sylve
- 16- Cappella della Vergine
- 17- Cappella di Sainte-Germaine
- 18- Altare maggiore
- 19- Affresco rappresentante il Noli me tangere
- 20- Ciclo della Resurrezione
- 21- Affreschi rappresentanti sant'Agostino
- 22- Affreschi rappresentanti la Crocifissione

### Esterno

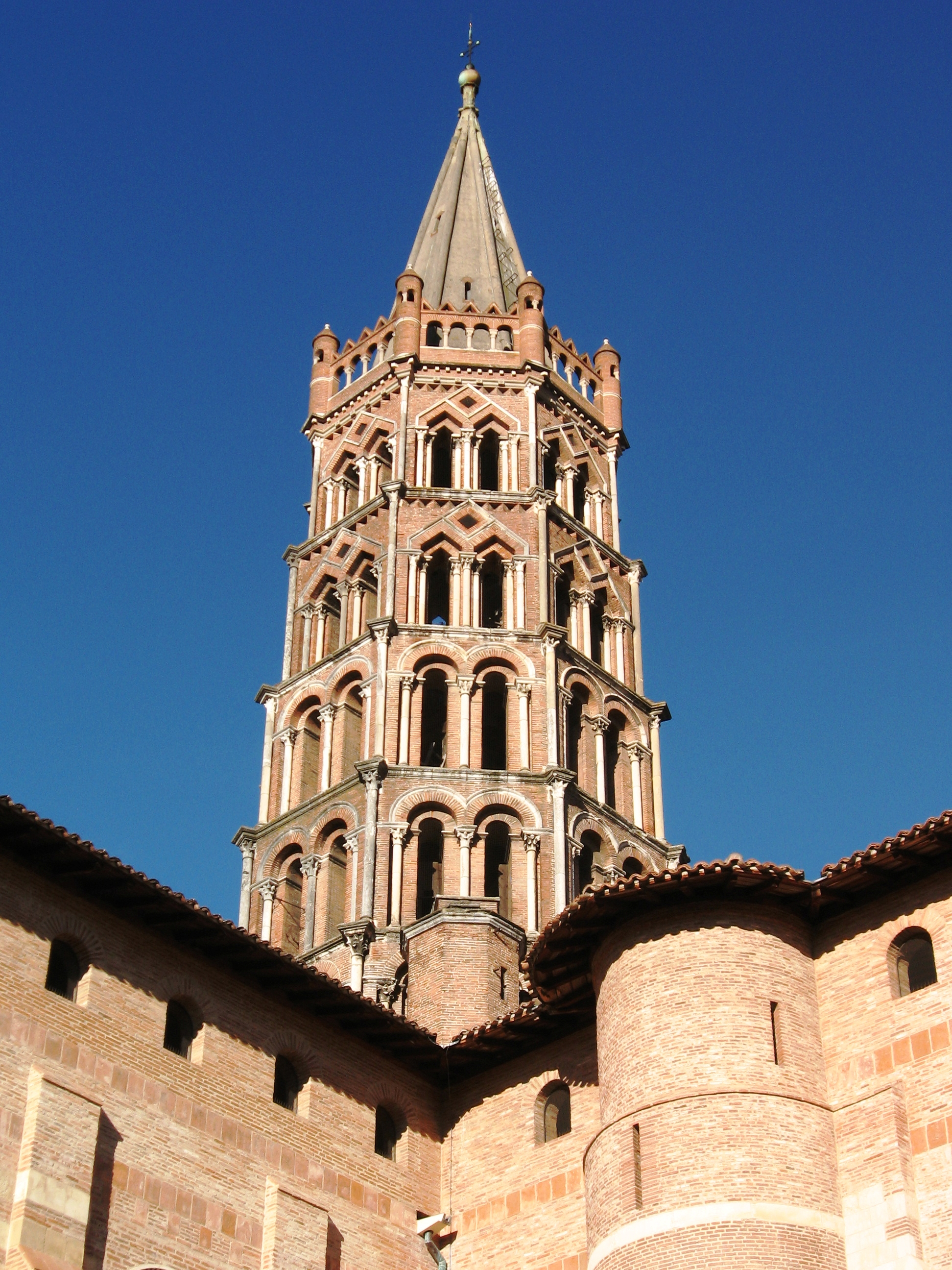
La torre nolare.

#### Torre
L'elemento che più caratterizza l'esterno della basilica è la torre nolare ottagonale, alta 65 metri, che si eleva all'incrocio del transetto con la navata. Il campanile, eretto tra il XII e la fine del XIII secolo, ha una struttura piramidale composta da cinque livelli rastremati sovrapposti; su ciascuna delle facce dei livelli si apre una bifora. La torre venne completata nel 1478 con la costruzione della guglia.

#### Facciata ovest (nartece)
La facciata occidentale è severa, a capanna, scandita da contrafforti (particolarmente robusti i due angolari). Nell'avancorpo centrale si apre il portale, costituito da due aperture strombate affiancate, con archi a tutto sesto ornati da colonnine e capitelli scolpiti con motivi floreali. Sopra si apre una sorta di loggia, costituita da cinque archi a tutto sesto entro i quali si aprono altrettante monofore, e l'ampio rosone al centro di un'arcata ogivale.

#### PortaleMiégeville

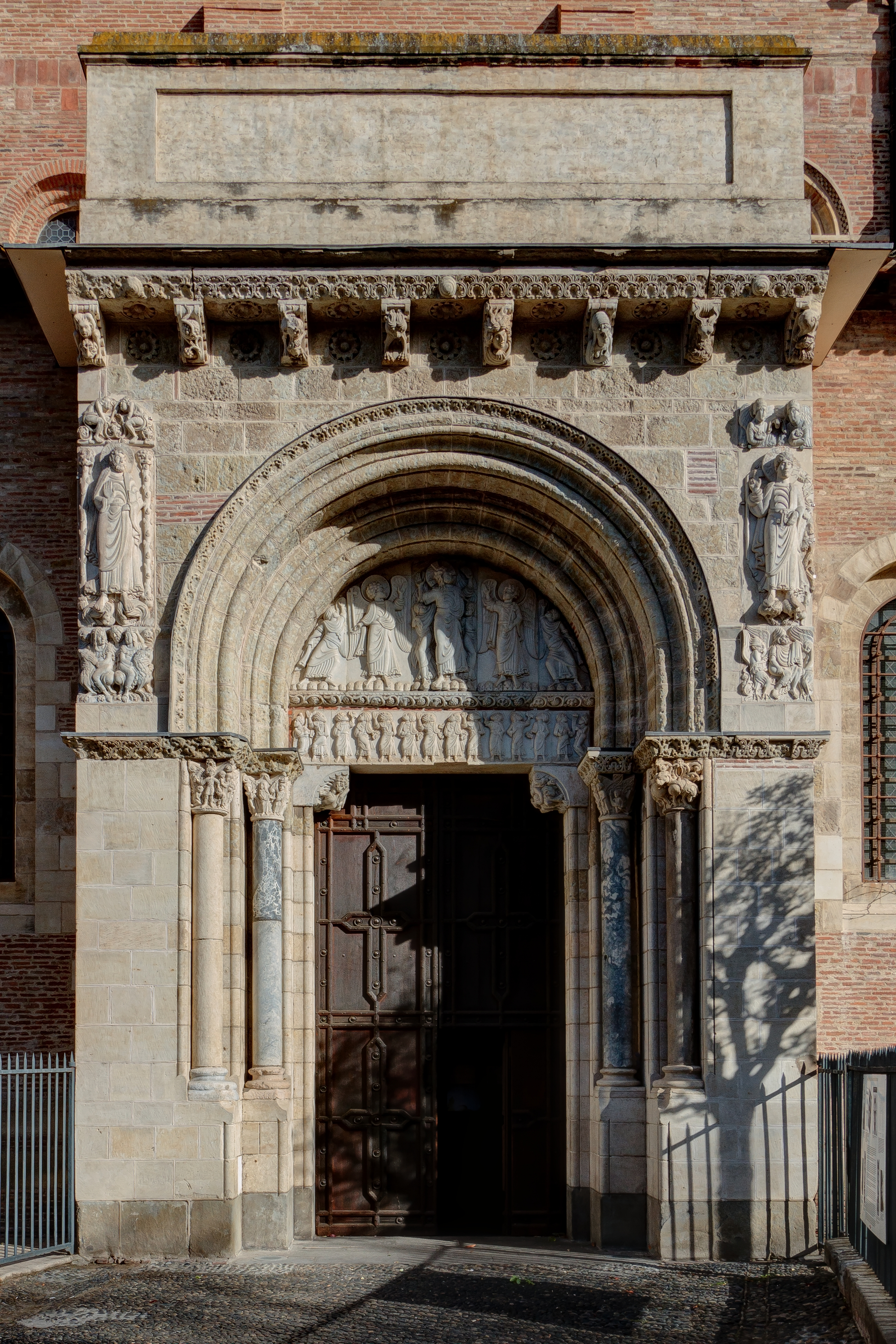
Porta di Miégeville

Il portale di Miégeville, aperto nel lato sud, è uno dei capolavori di scultura romanica della scuola di maestro Gilduino che ornano la basilica. Il nome Miégeville deriva da miéja vila, mezza città, e si deve al fatto che la porta venne aperta in corrispondenza della strada che in passato attraversava il centro di Tolosa, riprendendo il tracciato del cardo della città romana.
La porta, in pietra bianca, è costituita da un arco a tutto sesto strombato, retto da due colonne per lato, con capitelli finemente scolpiti con raffigurazioni di scene bibliche, quali la cacciata di Adamo ed Eva dal Paradiso, la Visitazione e la strage degli Innocenti. Nella lunetta si trova la scultura in rilievo rappresentante l'Ascensione, che presenta nella parte superiore Cristo mentre sale in Cielo circondato da angeli e sotto un gruppo di discepoli con i visi rivolti verso l'alto.
Ai lati dell'arco si trovano i due rilievi rappresentanti san Giacomo il Maggiore a sinistra e san Pietro apostolo a destra.

#### Transetto e abside
I prospetti nord e sud del transetto si presentano a terminale piatto e scanditi da contrafforti tra i quali si aprono alcune monofore. Nella parte inferiore si aprono i portali, simili a quello della facciata ovest. Il portale a nord è murato. Il portale a sud è detto Porte des Comtes (Porta dei Conti), in quanto alla sua destra, all'interno di una nicchia, si trovano i sarcofaghi paleocristiani reimpiegati nel medioevo per inumarvi Guillaume Taillefer (morto intorno al 1030) e suo figlio Pons III (morto intorno al 1060), conti di Tolosa.
L'abside semicircolare, rivolta ad oriente, presenta nella zona inferiore i volumi del deambulatorio e delle absidi minori delle cappelle radiali. Anche l'abside è caratterizzata dalla presenza dei contrafforti e di diverse monofore.

### Interno

#### Navate

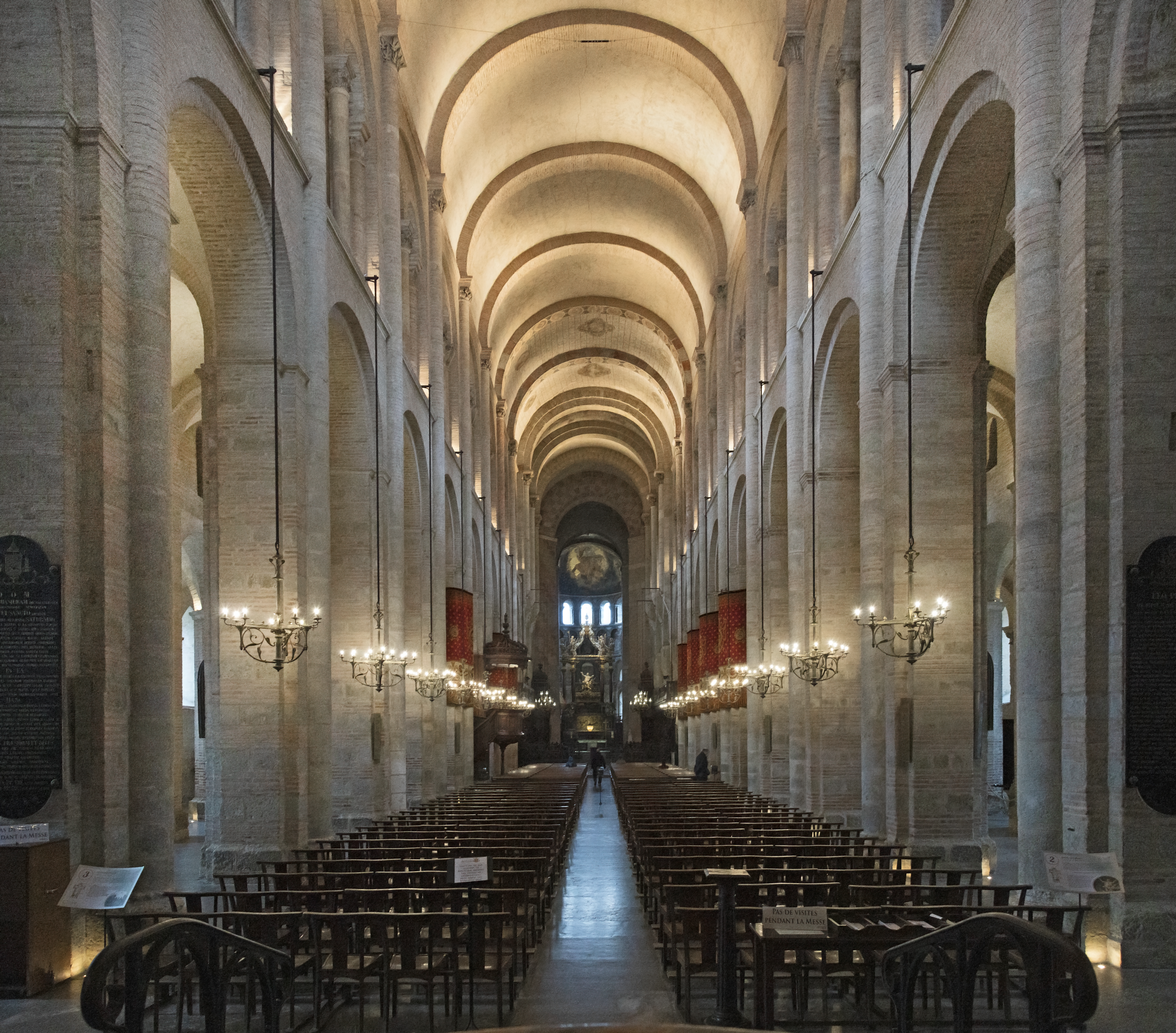
Navata centrale

La navata centrale è costituita da undici campate, con volta a botte alta 21 metri, ed è divisa dalle navate minori, in numero di due per lato, tramite archi a tutto sesto retti da pilastri. Sopra le navate laterali, voltate a crociera, si colloca il matroneo, aperto verso l'interno tramite bifore a tutto sesto rette da colonnine, presente anche nel transetto e nel coro.

#### Transetto

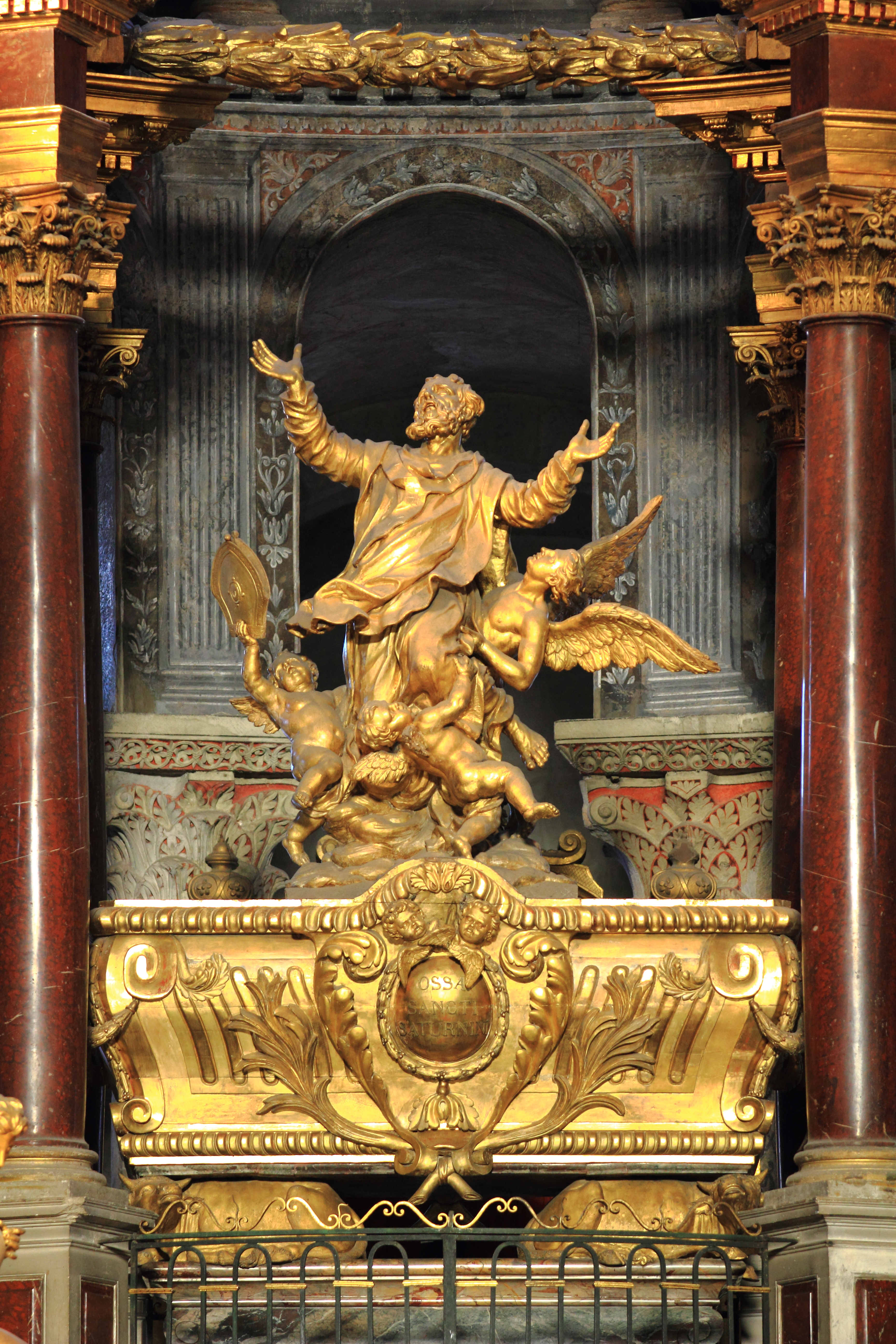
L'altare maggiore in stile barocco

Il transetto, lungo 64 metri, è voltato a botte e diviso in tre navate. Nella navata est di ciascun braccio si aprono due cappelle con abside semicircolare. Nel braccio nord si trovano affreschi romanici raffiguranti la Resurrezione di Gesù e la scena del Noli me tangere.
L'incrocio tra la navata e il transetto è coperto dalla cupola ottagonale sopra la quale si innesta la torre campanaria. Sotto la cupola si trova l'Altare maggiore, opera di Gilduino, consacrato da Urbano II.

#### Coro
Il coro, concluso da abside semicircolare, è cinto da un deambulatorio e ospita il sontouso altare barocco del XVIII secolo decorato con un rilievo scolpito da Marc Arcis nel 1720 e raffigurante il martirio di san Saturnino. Dietro, sotto un baldacchino, si trova l'arca dorata contenente le reliquie del santo. Le colonne del coro sostengono capitelli che recano scolpiti motivi vegetali e animali.
Nel recinto divisorio tra il coro e il deambulatorio si trovano interessanti rilievi scolpiti dalla bottega di Gilduino, tra cui si ricorda in particolare il Cristo in maestà, raffigurato all'interno di una mandorla e circondato dai simboli dei quattro evangelisti.
Il deambulatorio, in cui si aprono cinque cappelle radiali, ospita il cosiddetto Tour des Corps Saints (Giro dei Corpi Santi), ovvero una successione di preziosi reliquiari in legno scolpito e dorato, destinati a contenere quelle che i fedeli venerano come reliquie di diversi santi e che hanno contribuito ad accrescere il prestigio della basilica in passato. Diversi reliquiari sono conservati anche nella cripta, che si estende sotto il coro e alla quale si accede dal deambulatorio.

### Organi a canne

#### Organo maggiore

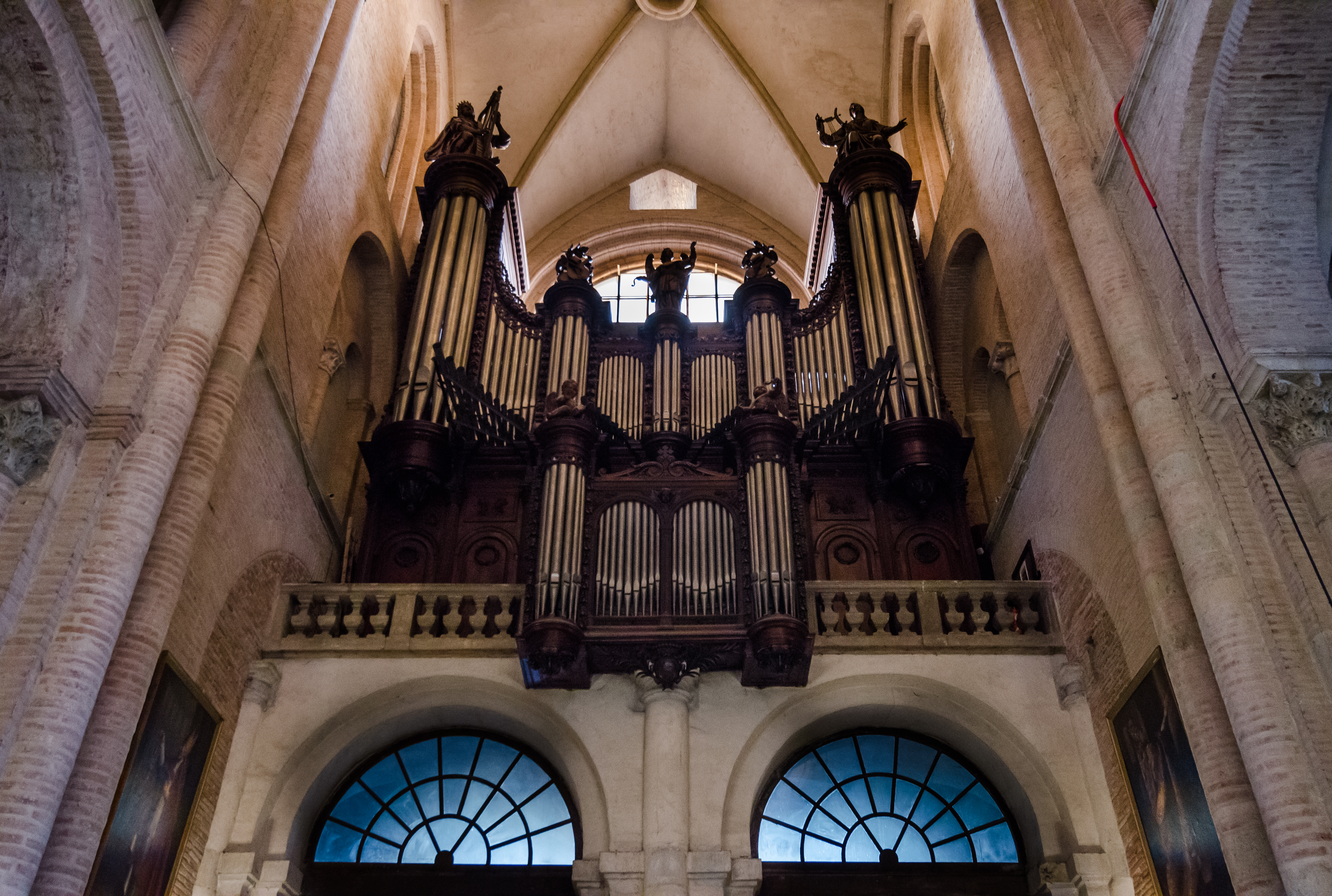
Il grande organo Cavaillé-Coll della basilica Saint-Sernin (1889).

Sulla cantoria in controfacciata, si trova il grande organo, costruito tra il 1888 e il 1889 da Aristide Cavaillé-Coll e considerato fra i migliori del costruttore francese assieme all'organo di Saint-Sulpice a Parigi e Saint Ouen a Rouen. L'organo fu inaugurato il 3 aprile 1889 da Alexandre Guilmant.
Lo strumento, a trasmissione meccanica con leva Barker, ha, distribuiti tra le tre tastiere, di 56 note ciascuna, e la pedaliera concava di 30, 54 registri, per un totale di 3458 canne, molte delle quali provenienti dallo strumento precedente, costruito da Daublaine e Callinet. Di quest'ultimo è pure la cassa lignea riccamente scolpita, decorata con statue.

#### Organo del coro
Nel coro, si trova un secondo organo a canne. Lo strumento, costruito tra il 1874 da Eugène Puget, è a trasmissione meccanica ed ha due tastiere di 54 note ed una pedaliera di 27.